# Ferreira do Zêzere
Ferreira do Zêzere ist eine Kleinstadt in Portugal. Der Ort ist für seine umliegende, als unberührt geltenden Natur bekannt, in der Wassersport populär ist. Im Landkreis von Ferreira do Zêzere liegt das Dorf Dornes, das 2007 durch den Spielfilm dot.com überregional bekannt wurde.

## Geschichte
Portugals erster König D. Afonso Henriques gab das Gebiet 1159 an die Tempelritter, die es riba-Zêzere (oberhalb des Zêzere) nannten. Das an den König D. Sancho I. zurückgefallene Gebiet übergab dieser 1190 an D. Pedro Ferreira, als Anerkennung für dessen Verdienste in den Kämpfen gegen die Mauren. Der spätere Ortsname wird auf diesen Ritter zurückgeführt, der als Herr über das Gebiet dem Ort 1222 erste Stadtrechte gab. Der nahe Fluss Zêzere lieferte weiterhin als geografischer Bezugspunkt den zweiten Namensteil. 1319 erhielt der Christusorden das Gebiet. 1362 begann dessen Oberhaupt, D. Nuno Rodrigues Freire de Andrade, mit der Errichtung des Rathauses.
Im Zuge seiner Verwaltungsreformen erneuerte König D. Manuel I. die Stadtrechte des Ortes, der zudem 1531 von König D. João III. zur Kleinstadt (Vila) erhoben wurde.
Im Verlauf der Verwaltungsreformen nach der Liberalen Revolution 1822 und dem folgenden Miguelistenkrieg wurde der Kreis von Ferreira do Zêzere umgestaltet und erhielt 1836 mit den angegliederten Gemeinden Águas Belas, Areias, Beco, Chãos, Dornes, Paio Mendes und Pias seine heutige Form.

## Verwaltung

### Der Kreis

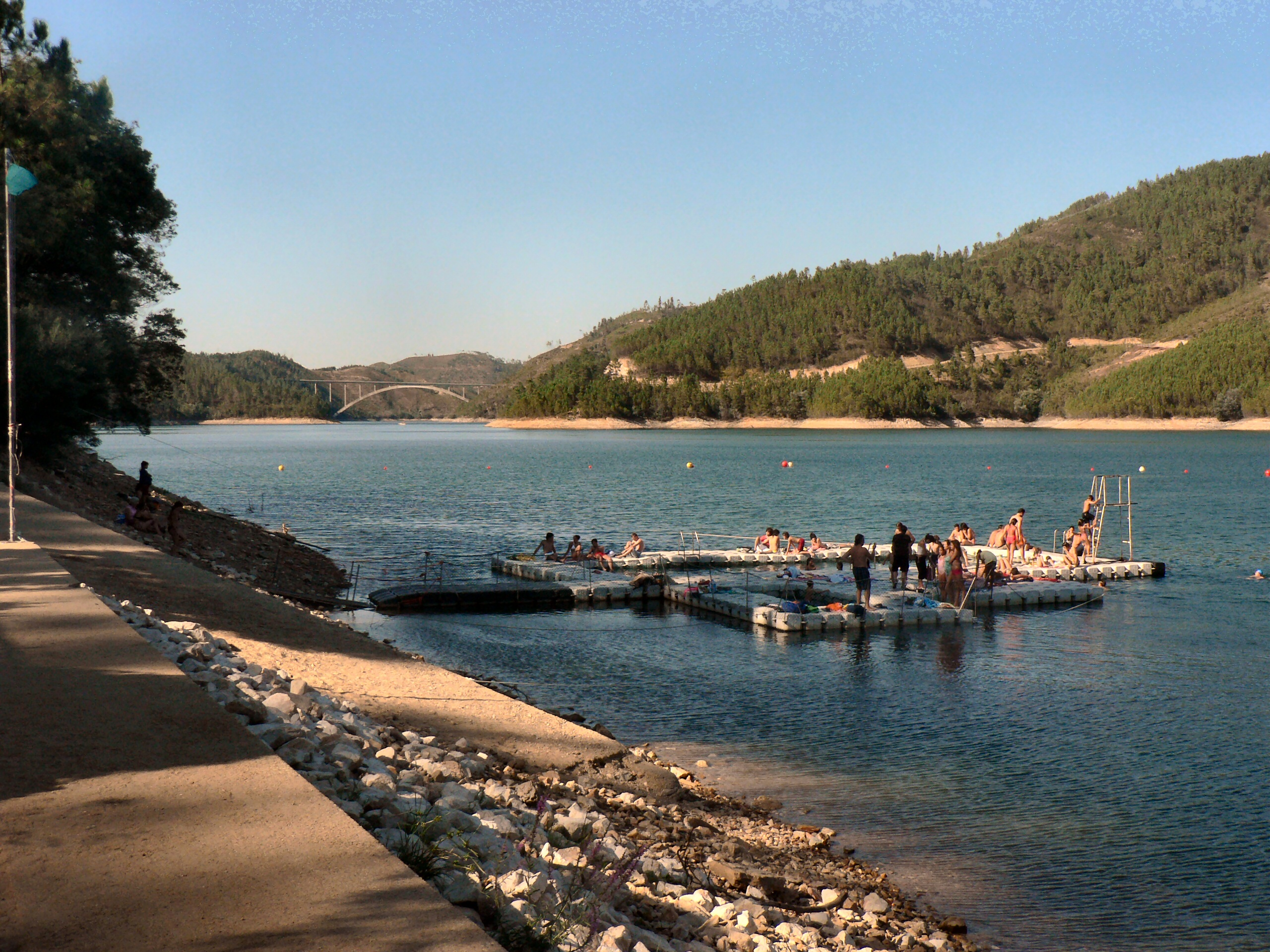
Am Flussschwimmbad Castanheira bei Ferreira do Zêzere

Ferreira do Zêzere ist Verwaltungssitz eines gleichnamigen Kreises (Concelho) im Distrikt Santarém. Am 19. April 2021 hatte der Kreis 7800 Einwohner auf einer Fläche von 190,4 km².
Die Nachbarkreise sind (im Uhrzeigersinn im Norden beginnend): Figueiró dos Vinhos, Sertã, Vila de Rei, Tomar, Ourém sowie Alvaiázere.
Mit der Gebietsreform im September 2013 wurden mehrere Gemeinden zu neuen Gemeinden zusammengefasst, sodass sich die Zahl der Gemeinden von zuvor neun auf sieben verringerte.
Die folgenden Gemeinden (Freguesias) liegen im Kreis Ferreira do Zêzere:

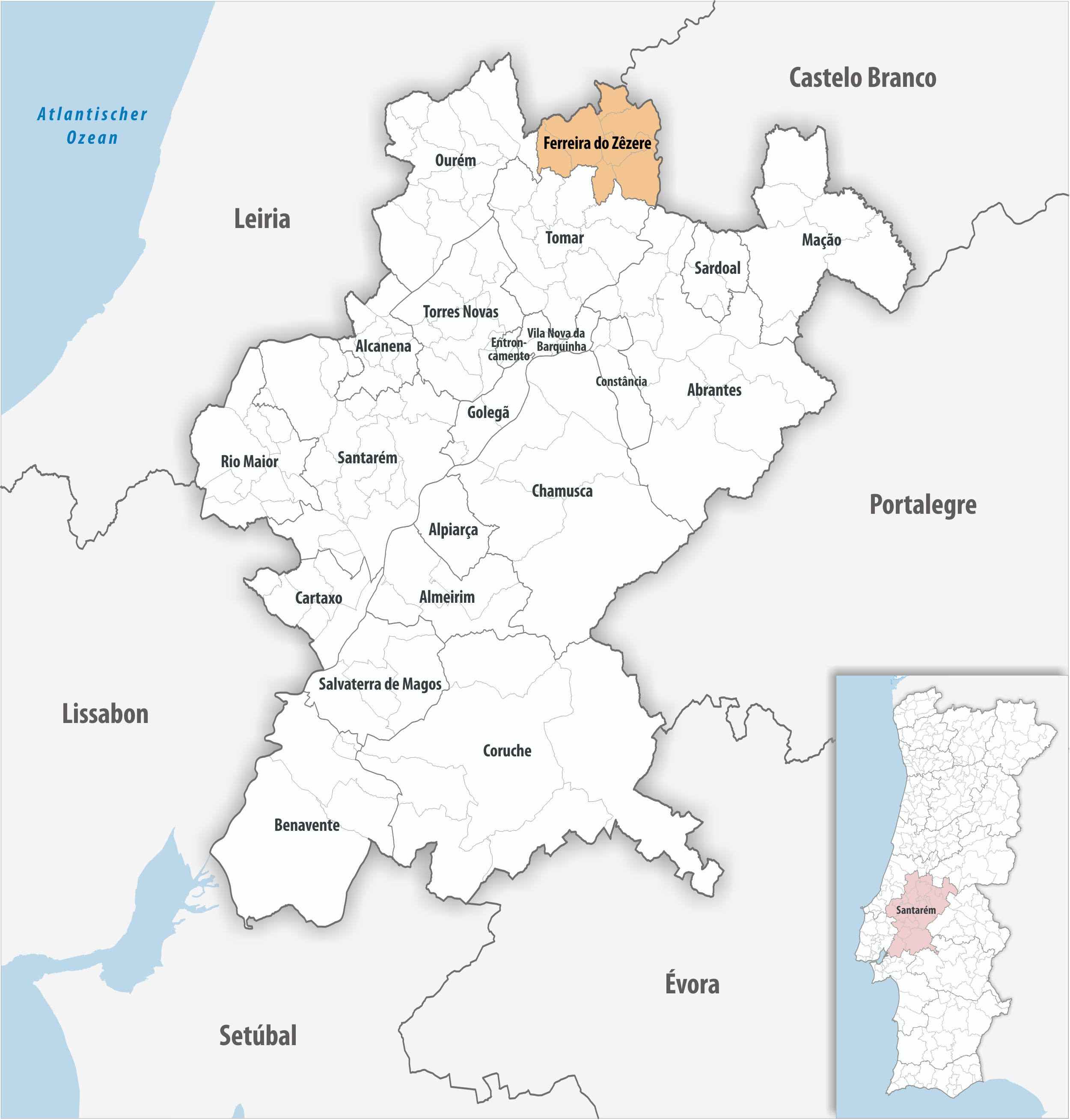
Kreis Ferreira do Zêzere

| Gemeinde                 | Einwohner (2021) | Fläche km² | Dichte Einw./km² | LAU- Code |
| ------------------------ | ---------------- | ---------- | ---------------- | --------- |
| Águas Belas              | 1.139            | 22,13      | 51               | 141101    |
| Areias e Pias            | 1.553            | 45,76      | 34               | 141111    |
| Beco                     | 753              | 16,21      | 46               | 141103    |
| Chãos                    | 465              | 23,34      | 20               | 141104    |
| Ferreira do Zêzere       | 2.314            | 37,93      | 61               | 141106    |
| Igreja Nova do Sobral    | 583              | 14,52      | 40               | 141107    |
| Nossa Senhora do Pranto  | 993              | 30,48      | 33               | 141110    |
| Kreis Ferreira do Zêzere | 7.800            | 190,37     | 41               | 1411      |

### Bevölkerungsentwicklung
| Einwohnerzahl im Kreis Ferreira do Zêzere (1801–2011) | Einwohnerzahl im Kreis Ferreira do Zêzere (1801–2011) | Einwohnerzahl im Kreis Ferreira do Zêzere (1801–2011) | Einwohnerzahl im Kreis Ferreira do Zêzere (1801–2011) | Einwohnerzahl im Kreis Ferreira do Zêzere (1801–2011) | Einwohnerzahl im Kreis Ferreira do Zêzere (1801–2011) | Einwohnerzahl im Kreis Ferreira do Zêzere (1801–2011) | Einwohnerzahl im Kreis Ferreira do Zêzere (1801–2011) | Einwohnerzahl im Kreis Ferreira do Zêzere (1801–2011) | Einwohnerzahl im Kreis Ferreira do Zêzere (1801–2011) |
| ----------------------------------------------------- | ----------------------------------------------------- | ----------------------------------------------------- | ----------------------------------------------------- | ----------------------------------------------------- | ----------------------------------------------------- | ----------------------------------------------------- | ----------------------------------------------------- | ----------------------------------------------------- | ----------------------------------------------------- |
| 1801                                                  | 1849                                                  | 1900                                                  | 1930                                                  | 1960                                                  | 1981                                                  | 1991                                                  | 2001                                                  | 2004                                                  | 2011                                                  |
| 1631                                                  | 8984                                                  | 13.708                                                | 16.008                                                | 15.739                                                | 11.099                                                | 9954                                                  | 9422                                                  | 9345                                                  | 8647                                                  |

### Kommunaler Feiertag
- 13. Juni

## Verkehr
Der Ort ist über die Nationalstraße N238 mit der 8 km westlich verlaufenden Nationalstraße N110 verbunden, die 10 km südlich nach Tomar und dessen Eisenbahn- und Schnellstraßenanschlüsse führt. Die N348 verläuft östlich etwa 12 km bis zur N2 bei Vila de Rei, die 25 km südlich bei Abrantes auf die Autobahn 23 trifft.
Ferreira do Zêzere ist in das landesweite Fernbusnetz der Rede Expressos eingebunden.

## Söhne und Töchter der Stadt
- António Baião (1878–1961), Historiker, Autor und Pädagoge, ab 1908 Leiter des Nationalarchivs Torre do Tombo
- Ivone Silva (1935–1987), Schauspielerin